# Discografia de Zayn
A discografia de Zayn, um cantor e compositor brirânico, consiste de um álbum de estúdio, um extended play (EP), quatro singles solo, cinco videoclipes, além de participações em trabalhos de outros artistas.

## Álbuns

### Álbuns de estúdio
| Título       | Detalhes                           | Melhores posições nas paradas | Melhores posições nas paradas | Melhores posições nas paradas | Melhores posições nas paradas | Melhores posições nas paradas | Melhores posições nas paradas | Melhores posições nas paradas | Melhores posições nas paradas | Melhores posições nas paradas | Melhores posições nas paradas | Melhores posições nas paradas | Certificados                                            |
| Título       | Detalhes                           | RU                            | AUS                           | AUT                           | BRA                           | CAN                           | IRL                           | ITÁ                           | NOR                           | NZ                            | SUÉ                           | EUA                           | Certificados                                            |
| ------------ | ---------------------------------- | ----------------------------- | ----------------------------- | ----------------------------- | ----------------------------- | ----------------------------- | ----------------------------- | ----------------------------- | ----------------------------- | ----------------------------- | ----------------------------- | ----------------------------- | ------------------------------------------------------- |
| Mind of Mine | - Formato(s): Descarga digital, CD | 1                             | 1                             | 2                             | 2                             | 1                             | 2                             | 2                             | 1                             | 1                             | 1                             | 1                             | - BPI: Prata - RIAA: Ouro - ZPAV: Ouro - AMPROFON: Ouro |

### Extended-plays
| Título                     | Detalhes do EP                     |
| -------------------------- | ---------------------------------- |
| Like I Would (The Remixes) | - Formato(s): CD, descarga digital |

## Singles

### Como artista principal
| Título                                                                | Ano  | Melhores posições nas paradas | Melhores posições nas paradas | Melhores posições nas paradas | Melhores posições nas paradas | Melhores posições nas paradas | Melhores posições nas paradas | Melhores posições nas paradas | Melhores posições nas paradas | Melhores posições nas paradas | Melhores posições nas paradas | Certificados | Álbum                                                   |
| Título                                                                | Ano  | RU                            | AUS                           | AUT                           | CAN                           | IRL                           | ITÁ                           | NOR                           | NZ                            | SUÉ                           | EUA                           | Certificados | Álbum                                                   |
| --------------------------------------------------------------------- | ---- | ----------------------------- | ----------------------------- | ----------------------------- | ----------------------------- | ----------------------------- | ----------------------------- | ----------------------------- | ----------------------------- | ----------------------------- | ----------------------------- | --- | ------------------------------------------------------- |
| "Pillowtalk"                                                          | 2016 | 1                             | 1                             | 3                             | 1                             | 1                             | 3                             | 2                             | 1                             | 1                             | 1                             | - BPI: Platina - ARIA: 3× Platina - FIMI: Platina - IFPI SWE: 3× Platina - MC: 3× Platina - RIAA: 2× Platina - RMNZ: 2× Platina | Mind of Mine                                            |
| "Like I Would"                                                        | 2016 | 30                            | 31                            | 47                            | 23                            | 32                            | 57                            | —                             | 38                            | 39                            | 55                            | - ARIA: Ouro - IFPI SWE: Ouro                                                                                                   | Mind of Mine                                            |
| "Wrong" (com part. de Kehlani)                                        | 2016 | 118                           | —                             | —                             | 96                            | —                             | —                             | —                             | —                             | —                             | 113                           | | Mind of Mine                                            |
| "I Don't Wanna Live Forever" (com Taylor Swift)                       | 2016 | 5                             | 3                             | —                             | 2                             | 4                             | 5                             | —                             | 4                             | 1                             | 2                             | | Fifty Shades Darker: Original Motion Picture Soundtrack |
| "Still Got Time" (com part. de PartyNextDoor)                         | 2017 |                               |                               |                               |                               |                               |                               |                               |                               |                               |                               | | Icarus Falls                                            |
| "Dusk Till Dawn" (com part. de Sia)                                   | 2017 |                               |                               |                               |                               |                               |                               |                               |                               | 44                            |                               | | Icarus Falls                                            |
| "Let Me"                                                              | 2018 | 20                            | 29                            |                               | 33                            | 42                            | 34                            |                               | 36                            | 34                            | 73                            | | Icarus Falls                                            |
| "Entertainer"                                                         | 2018 |                               |                               |                               |                               |                               |                               |                               |                               |                               |                               | | Icarus Falls                                            |
| "Sour Diesel"                                                         | 2018 |                               |                               |                               |                               |                               |                               |                               |                               |                               |                               | | Icarus Falls                                            |
| "Too Much" (com part. de Timbaland)                                   | 2018 |                               |                               |                               |                               |                               |                               |                               |                               |                               |                               | | Icarus Falls                                            |
| "Fingers"                                                             | 2018 |                               |                               |                               |                               |                               |                               |                               |                               |                               |                               | | Icarus Falls                                            |
| "No Candle No Light" (com part. de Nicki Minaj)                       | 2018 |                               |                               |                               |                               |                               |                               |                               |                               |                               |                               | | Icarus Falls                                            |
| "—" indica lançamento que não entrou nas paradas de determinado país. |      |                               |                               |                               |                               |                               |                               |                               |                               |                               |                               | |                                                         |

### Como artista convidado
| Título                                                                   | Ano  | Melhores posições nas paradas | Melhores posições nas paradas | Melhores posições nas paradas | Melhores posições nas paradas | Melhores posições nas paradas | Melhores posições nas paradas | Certificados | Álbum            |
| Título                                                                   | Ano  | RU                            | AUS                           | FRA                           | IRL                           | NZ                            | SUÉ                           | Certificados | Álbum            |
| ------------------------------------------------------------------------ | ---- | ----------------------------- | ----------------------------- | ----------------------------- | ----------------------------- | ----------------------------- | ----------------------------- | ------------ | ---------------- |
| "Back to Sleep" (Remix) (Chris Brown com a participação de Usher e Zayn) | 2016 | —                             | —                             | —                             | —                             | —                             | —                             |              | Single sem álbum |
| "Cruel" (Snakehips com a participação de Zayn)                           | 2016 | 33                            | 34                            | 145                           | 55                            | 32                            | 89                            | - ARIA: Gold | Single sem álbum |
| "Freedun" (M.I.A. com a participação de Zayn)                            | 2016 | —                             | —                             | —                             | —                             | —                             | —                             |              | AIM              |
| "—" indica lançamento que não entrou nas paradas de determinado país.    |      |                               |                               |                               |                               |                               |                               |              |                  |

### Singlespromocionais
| Título     | Ano  | Melhores posições nas paradas | Melhores posições nas paradas | Melhores posições nas paradas | Melhores posições nas paradas | Melhores posições nas paradas | Melhores posições nas paradas | Melhores posições nas paradas | Melhores posições nas paradas | Melhores posições nas paradas | Melhores posições nas paradas | Álbum        |
| Título     | Ano  | RU                            | RU R&B                        | AUS                           | CAN                           | FRA                           | IRL                           | ITÁ                           | COR                           | SUÉ                           | EUA                           | Álbum        |
| ---------- | ---- | ----------------------------- | ----------------------------- | ----------------------------- | ----------------------------- | ----------------------------- | ----------------------------- | ----------------------------- | ----------------------------- | ----------------------------- | ----------------------------- | ------------ |
| "It's You" | 2016 | 48                            | 9                             | 38                            | 71                            | 65                            | 74                            | —                             | 50                            | 97                            | 59                            | Mind of Mine |
| "Befour"   | 2016 | 85                            | 16                            | 86                            | 61                            | —                             | —                             | 98                            | —                             | —                             | 104                           | Mind of Mine |

## Outras canções que entraram nas paradas
| Título         | Ano  | Melhores posições nas paradas | Melhores posições nas paradas | Melhores posições nas paradas | Melhores posições nas paradas | Melhores posições nas paradas | Melhores posições nas paradas | Melhores posições nas paradas | Álbum        |
| Título         | Ano  | RU                            | RU R&B                        | CAN                           | FRA                           | ITÁ                           | COR                           | EUA                           | Álbum        |
| -------------- | ---- | ----------------------------- | ----------------------------- | ----------------------------- | ----------------------------- | ----------------------------- | ----------------------------- | ----------------------------- | ------------ |
| "She"          | 2016 | 84                            | 15                            | 92                            | —                             | 80                            | —                             | 108                           | Mind of Mine |
| "Drunk"        | 2016 | 124                           | 27                            | —                             | —                             | —                             | —                             | —                             | Mind of Mine |
| "Rear View"    | 2016 | 165                           | 37                            | —                             | —                             | —                             | —                             | —                             | Mind of Mine |
| "Fool for You" | 2016 | 149                           | 31                            | —                             | —                             | —                             | 31                            | —                             | Mind of Mine |
| "TIO"          | 2016 | 160                           | 33                            | —                             | —                             | —                             | —                             | —                             | Mind of Mine |
| "Who"          | 2016 | —                             | —                             | —                             | 144                           | —                             | —                             | —                             | Ghostbusters |

## Outras aparições em álbuns
| Título                                                                   | Ano  | Outros artistas                      | Álbum                                                              |
| ------------------------------------------------------------------------ | ---- | ------------------------------------ | ------------------------------------------------------------------ |
| "Who"                                                                    | 2016 |                                      | Ghostbusters (Original Motion Picture Soundtrack)                  |
| "You Can’t Hide/You Can’t Hide From Yourself (Touch of Class GMF Remix)" | 2016 | Teddy Pendergrass, Grandmaster Flash | The Get Down: Original Soundtrack From the Netflix Original Series |

### Videoclipes
| Título                               | Artista                | Ano  | Diretor(es)   | YouTube       | YouTube               | Ref.   |
| Título                               | Artista                | Ano  | Diretor(es)   | Visualizações | Data de lançamento    | Ref.   |
| ------------------------------------ | ---------------------- | ---- | ------------- | ------------- | --------------------- | ------ |
| "Pillowtalk"                         | Zayn                   | 2016 | Bouha Kazmi   | 851.427.809   | 28 de janeiro de 2016 | [ 45 ] |
| "It's You"                           | Zayn                   | 2016 | Ryan Hope     | 27.960.751    | 28 de março de 2016   | [ 46 ] |
| "Befour"                             | Zayn                   | 2016 | Ryan Hope     | 43.329.604    | 24 de março de 2016   | [ 47 ] |
| "Like I Would"                       | Zayn                   | 2016 | Director X    | 41.982.285    | 9 de maio de 2016     | [ 48 ] |
| "Cruel" (com a participação de Zayn) | Snakehips              | 2016 | Alex Southam  | 23.302.913    | 9 de agosto de 2016   | [ 49 ] |
| "I Don't Wanna Live Forever"         | ZAYN feat Taylor Swift | 2017 | Jack Antonoff | 385.302.913   | 26 de janeiro de 2017 | [ 50 ] |
| "Dusk Till Dawn"                     | ZAYN feat Sia          | 2017 | Marc Webb     | 1.068.913.473 | 9 de setembro de 2017 | [ 51 ] |